# Цветан Петров (революционер)
 Тази статия е за революционера.  За инженера, вижте Цветан Петров (инженер).  
Цветан Петров (изписване до 1945 година: Цвѣтанъ Петровъ) е български революционер, деец на Вътрешната македоно-одринска революционна организация.

## Биография
Цветан Петров е роден на 25 март 1878 година в Големо Илино, Битолско, в Османската империя, днес Северна Македония. Завършва II клас. От 1903 година е член на ВМОРО. Изпълнява куриерски поръчки на организацията. Взема участие в Илинденско-Преображенското въстание и е районен войвода в периода 1903 – 1905 година. Петров е в София от 1905 до 1907 година.
През есента на 1907 година се завръща в района си и отново е битолски войвода до март 1908 година.